# Gerhard Kohnert

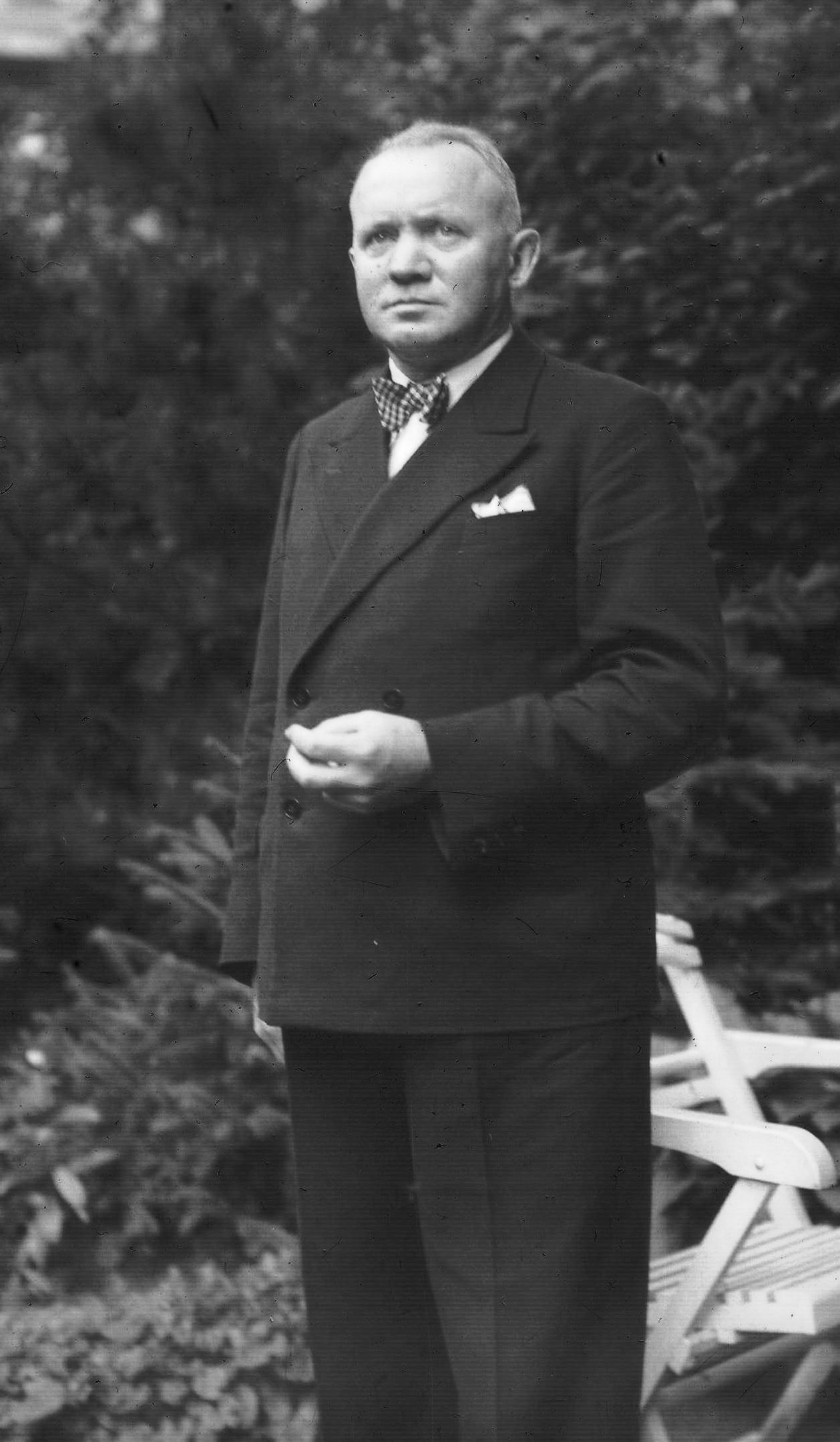
Gerhard Kohn(ert), 1936

Gerhard Kohnert (* 2. September 1882 in Geestemünde; † 5. Juli 1962 in Melle) war ein deutscher Unternehmer, Möbelfabrikant, Kommunalpolitiker und Förderer lokaler kultureller Einrichtungen.

## Leben
Gerhard Kohnert wurde als Gerhard Kohn, Sohn des Franz Kohn (* 23. Dezember 1857; † 24. September 1909) und dessen Frau Johanna, geb. Gehrels (* 24. Dezember 1862; † 24. Dezember 1925) am 2. September 1882 in Geestemünde als erster Sohn geboren. Sein um vier Jahre jüngerer Bruder war der Unternehmer und Handelskammerpräsident Hans Kohnert.
Nach dem Besuch des Realgymnasiums in Bremerhaven begannen für den 17-jährigen Gerhard Kohn die Lehr- und Wanderjahre (1900–1908): zunächst zwei Semester an der Handelshochschule Leipzig, dann zwei weitere Semester an der noch im Entstehen begriffenen Handelshochschule Köln. Es folgten kaufmännische Stellungen in Geestemünde, Lübeck, in Wiborg (Finnland) im Kramfors-Sägewerk im Härnösand-Distrikt in Nord-Schweden und schließlich zwei Jahre Tätigkeit in London und ein Jahr in den USA.
Gerhard Kohnert war nicht verheiratet und hatte keine Kinder. Aufgrund von Anfeindungen wegen des jüdisch klingenden Familiennamens Kohn/Cohn unter dem nationalsozialistischen Regime beantragte sein Bruder Hans 1937 für die Familie sowie für die betroffenen Firmen in Geestemünde und Melle eine Namensänderung in ‚Kohnert‘, die am 14. August 1937 ministeriell genehmigt wurde. Gerhard Kohnert starb am 5. Juli 1962 im Alter von 78 Jahren in Melle nach kurzer Krankheit.

## Leistungen
Im Jahre 1909, nach dem Tode seines Vaters, trat Gerhard Kohn in das elterliche Stammhaus, die Holzimport- und Holzbearbeitungsfirma Pundt & Kohn in Geestemünde als Prokurist ein, in der er 1912 auch Teilhaber wurde – zusammen mit seinem Bruder Hans, der die Leitung der Firma nach dem Tode des Vaters (1909) übernommen hatte. In den Jahren 1912 bis 1924 gehörte er außerdem der Industrie- und Handelskammer Bremerhaven an.

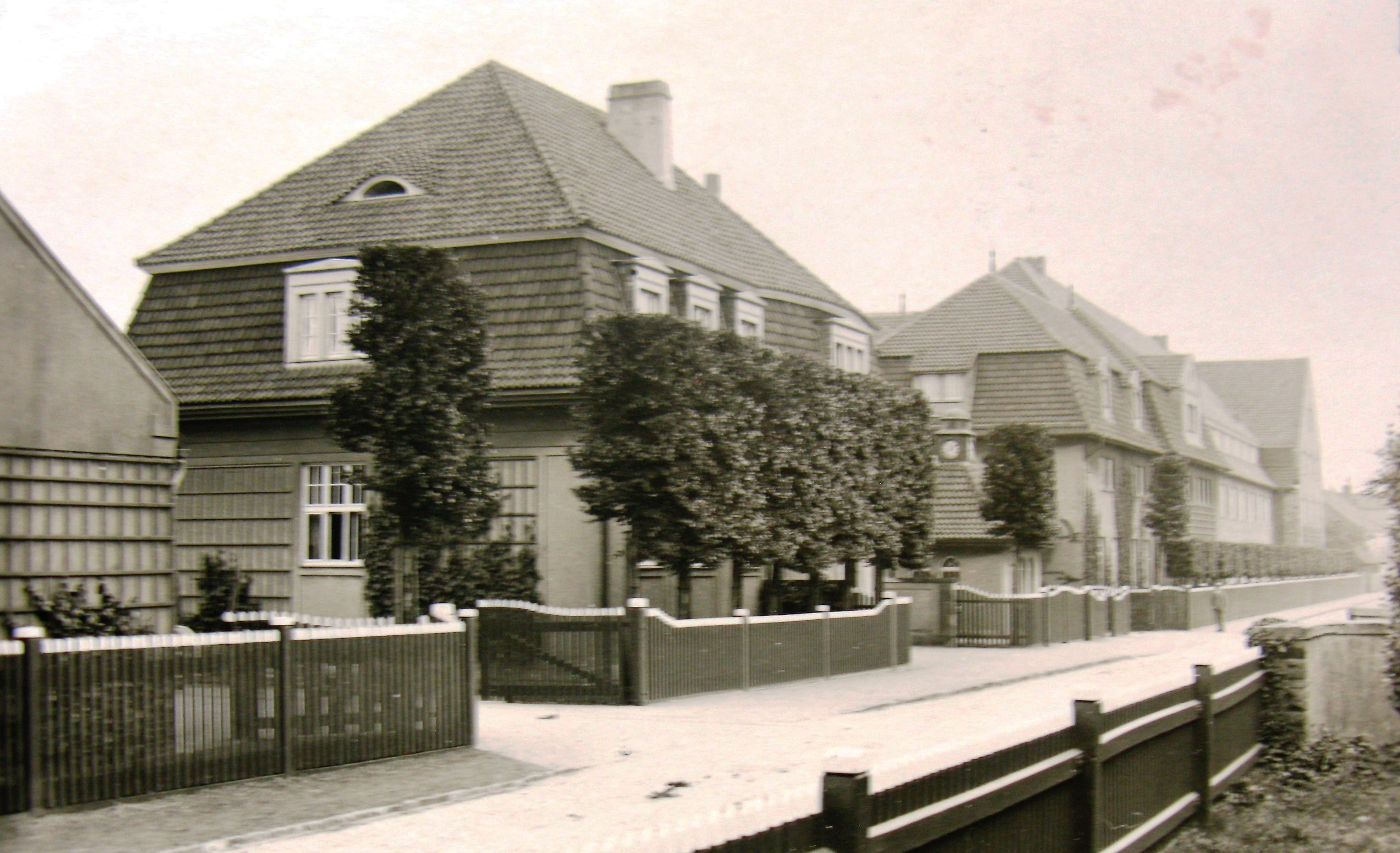
Meller Möbelfabrik, 1929

Im Jahre 1909 gründete Gerhard Kohn die Meller Möbelfabrik GmbH (MMM) in Melle, bei Osnabrück, die er bis zu seinem Tode (1962) leitete. Er hatte frühzeitig erkannt, dass im Umkreis des sog. „Möbelbeckens“ (Herford, Detmold, Ostwestfalen-Lippe), d. h. in einer strukturschwachen Region zwischen Wiehengebirge und Teutoburger Wald, besonders gute Bedingungen für den Aufbau einer Möbelindustrie bestanden: Reiche Buchen- und Eichenwälder lieferten die Rohstoffe, große Arbeitslosigkeit und niedrige Löhne sicherten niedrige Stückkosten, der große Grundstücksbedarf der flächenintensiven Möbelproduktion konnte hier preiswert gedeckt werden. Außerdem bedeutete der Anschluss an das Eisenbahnnetz zu den sich rasch entwickelnden Möbel-Absatzmärkten im nahegelegenen Ruhrgebiet, später auch im Rheinland und Saarland günstige Entwicklungsbedingungen für die Möbelfabrikation.
Schließlich bestanden in den beiden Weltkriegen besondere Geschäftsbedingungen, u. a. mit der Fabrikation von Munitionskisten und Flugzeugteilen, die unter den restriktiven Gesetzen der Wehrbewirtschaftung produziert wurden. So wurde auch im Zweiten Weltkrieg die Produktion der MMM auf kriegswirtschaftliche Aufgaben umgestellt.

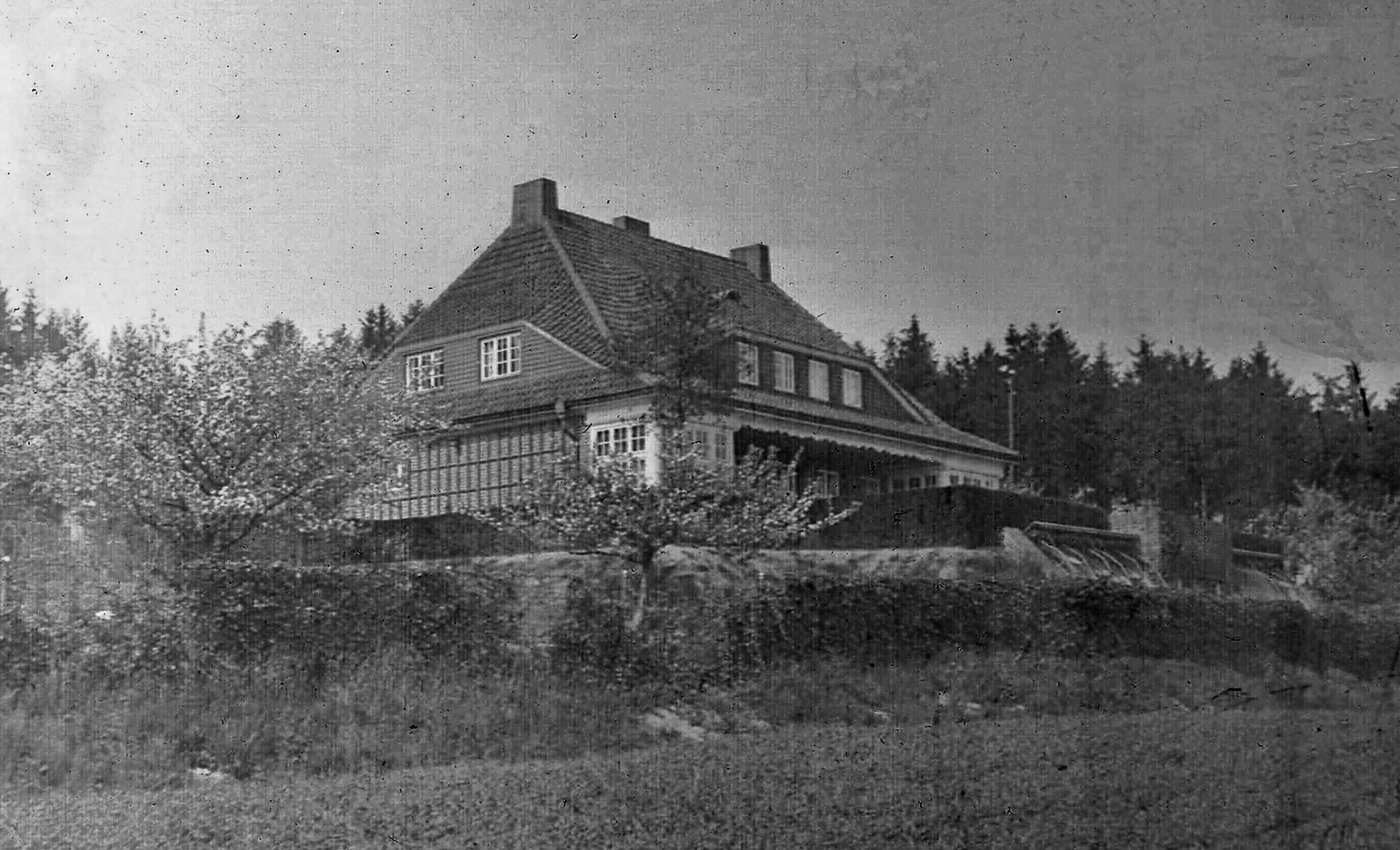
Kohns Villa „Haus Sonneck“, 1930

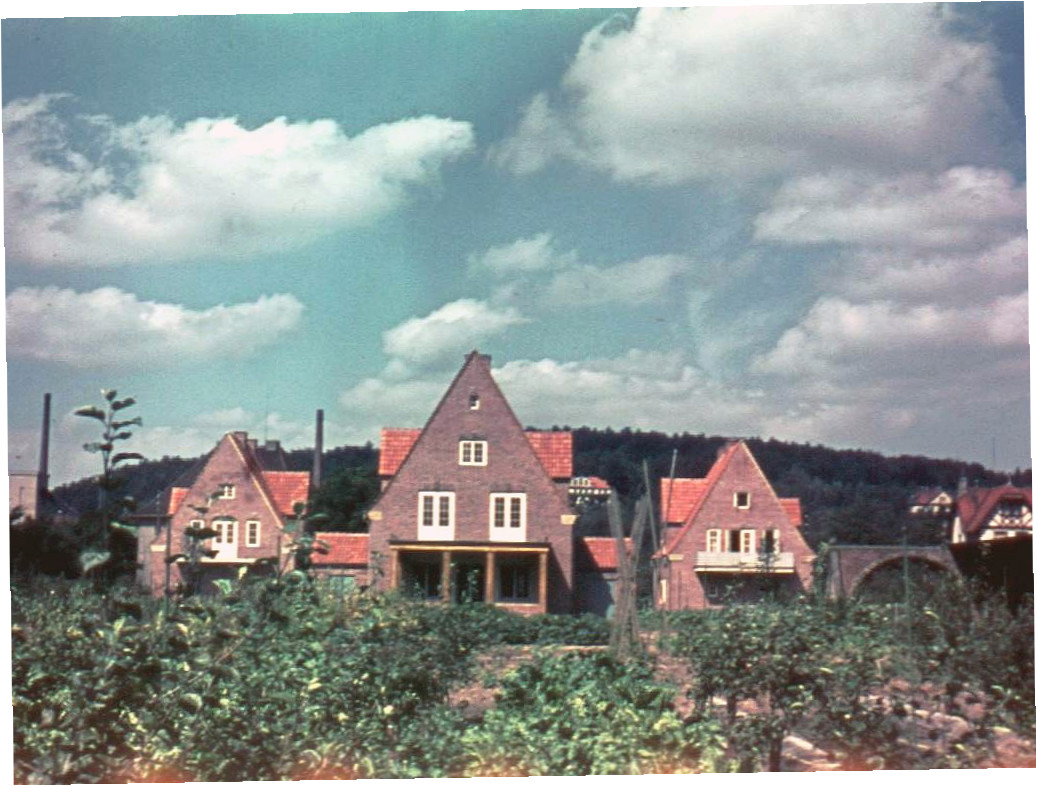
Denkmalgeschützte MMM-Werkswohnungen, 1956

Nach dem Ende des Krieges besetzten britische Truppen unter Feldmarschall Bernard Montgomery die Region und beschlagnahmten die Kohnert’sche Villa „Haus Sonneck“ am Meller Berg (1945–1955). Montgomery schlug sein vorübergehendes Hauptquartier im benachbarten Gut Ostenwalde (Melle-Oldendorf) auf. Kohnert wohnte daraufhin zunächst im Kontorhaus der Firma, bevor er Anfang der 1950er-Jahre auf dem Fabrikgelände drei neue Wohnhäuser als Werkswohnungen in der Teichbruchstraße, heute Bismarckstr. Nr. 13–17 (seit 1967 als Ensemble unter Denkmalschutz), für sich und seinen Betriebsleiter und Prokuristen errichten ließ. Die MMM gewann unter der Leitung von Gerhard Kohnert nach dem Krieg auch überregional einen Namen. Sie war bekannt als Hersteller gediegener und innovativer Wohnzimmer- und Büromöbel, u. a. von Lizenzmöbeln nach dem Bauhausstil für die Bremer Werkstätten. Die fortschreitende Industrialisierung und Internationalisierung der Möbelindustrie führten allerdings auch in dieser Region in den 1960er- bis 1970er-Jahren zur Konzentration auf immer größere und modernere Betriebe und zur Aufgabe derjenigen, die in diesem Prozess nicht mithalten konnten.

## Werke
Am Ersten Weltkrieg nahm Gerhard Kohn – nun 31-jährig – als Kriegsfreiwilliger an allen Fronten teil und wurde zweimal verwundet. Danach förderte er in Melle die Meller Feuerwehr sowie den Meller Kinderchor und war im Jahre 1921 Mitbegründer der Meller Volksbank. 1928 war er Schützenkönig des Ortes und zuletzt Ehrenmitglied.
Nach dem Ende des Zweiten Weltkrieges war die britische Militärregierung bestrebt, in Melle nach den zwölf Jahren national-sozialistischer Herrschaft neue unbelastete und frei gewählte lokalpolitische Führer zu finden. Am 14. November 1945 schlugen die Mitglieder des Stadtausschusses der Militärregierung vor, ein „Bürgervorsteher-Kollegium“ von 20 Personen nach dem Vorbild der Weimarer Republik zu bilden. Die Militärregierung nannte das neu gebildete Gremium „Stadtrat“ und genehmigte die Zusammensetzung am 19. Dezember 1945. Am 9. Januar 1946 trat der Stadtrat zu seiner konstituierenden Sitzung zusammen und wählte mit Zustimmung von Oberst Wilcox den Möbelfabrikanten Gerhard Kohnert zum Bürgermeister. Der bisherige Bürgermeister Dr. Freiherr von Massenbach übernahm das neu geschaffene Amt des „Stadtdirektors“, aber wegen seiner „aufrechten deutschen Haltung“ nach einigen Monaten wieder abgesetzt.
Dem Fabrikanten Gerhard Kohnert wurde zu seinem 70. Geburtstag von Regierungspräsident Friemann am 2. September 1953 das Bundesverdienstkreuz für seine Verdienste um den Aufbau der heimischen Möbelindustrie verliehen. Laut Meldung dem Meller Kreisblattes wurde damit diese Auszeichnung zum dritten Mal im Kreis Melle verliehen.

## Ehrungen
- 1953: Bundesverdienstkreuz am Bande